# Paratetrapedia albipes
Paratetrapedia albipes är en biart som först beskrevs av Heinrich Friese 1917.  Paratetrapedia albipes ingår i släktet Paratetrapedia och familjen långtungebin. Inga underarter finns listade i Catalogue of Life.